# 克里夫蒂 (肯塔基州)
克里夫蒂（英語：Clifty）是位於美國肯塔基州托德縣的一個非建制地區。

## 地理
克里夫蒂所處的海拔為高於海平面247米（即810英呎），而該地所採用的時區為UTC-6，即北美中部時區（CST）。同時該地設有夏令時間，為UTC-6調快一小時，即UTC-5（CDT）。